# Guber
Guber – rzeka, prawy dopływ Łyny o długości 83,54 km.
Rzeka płynie na terenie województwa warmińsko-mazurskiego. Jej źródła znajdują się na południowy zachód od jeziora Guber na terenie gminy Ryn. Przepływa przez tereny powiatów: giżyckiego, kętrzyńskiego i bartoszyckiego. Wzdłuż rzeki położone są: Salpik, Nakomiady, Karolewo, Kętrzyn, Biedaszki, Linkowo, Garbno, Saduny, Pomnik, Prosna i Sępopol, gdzie uchodzi do Łyny. Jej lewobrzeżnymi dopływami są Dajna i Sajna, a prawobrzeżnymi Rawa, Runia, Liwna i Mamłak.
Zlewnia Gubra należy do trzech mezoregionów: Krainy Wielkich Jezior Mazurskich, Pojezierza Mrągowskiego oraz Niziny Sępopolskiej. Pod względem geologicznym w zlewni (dorzeczu) przeważają gliny morenowe z płatami piasków fluwioglacjalnych i żwirów moreny czołowej, w dolinie rzeki nagromadzone są aluwia i torfy. W zlewni w strukturze użytkowania przeważają użytki rolne (głównie pola uprawne). Łąki i pastwiska dominują w dolinach rzek, lasy pozostały głównie na ubogich siedliskach lub na terenach z bogatą rzeźbą terenu, a przez to trudno dostępne dla rolnictwa (północna i południowa część zlewni).
Przepływy charakterystyczne (w m³/s) w latach 1969-1985 powyżej ujścia Gubra do Łyny: SWQ – 56,0, SSQ – 8,97, SNQ – 1,44.
Największe punktowe źródła zanieczyszczeń:
- ścieki z oczyszczalni miasta Kętrzyna w Trzech Lipach (oczyszczalnia mechaniczno-biologiczna z chemicznym strącaniem fosforu, oddana do użytku w 1997 r.), w roku 2003 odprowadzano bezpośrednio do rzeki ponad 5400 m³/d ścieków,
- ścieki z mechaniczno-biologicznej oczyszczalni w Karolewie, z której przez rów melioracyjny odprowadzane są ścieki w ilości 170 m³/d (dane z marca 2005 r.),
- ścieki z mechaniczno-biologicznej oczyszczalni w Garbnie, przez rów melioracyjny trafia około 150 m³/d ścieków (dane z września 2004 r.).

Badania jakości wody prowadzone przez WIOŚ w Olsztynie w jednym przekroju pomiarowo-kontrolnym poniżej Garbna, w odległości 37,4 km od ujścia Gubra do Łyny. Od 2003 r. punkt ten znajdował się w sieci europejskiego systemu monitoringu wód śródlądowych EUROWATERNET.
Według kontroli z roku 2005 jakość wód rzeki Guber na punkcie pomiarowym poniżej Garbna była niezadowalająca (wody IV klasy czystości). Na IV klasę wskazywały: barwa, zawartość związków organicznych i fosforany, stan sanitarny był obniżony do V klasy. Z pozostałych wskaźników tylko azot Kjeldahla, azotyny i saprobowość odpowiadały na ogół III klasie, większość jednak mieściła się w granicach norm I lub II klasy. Dzięki stosowanym oczyszczalniom ścieków w znacznym stopniu w rzece odrodziło się życie. Na całym jej odcinku występują bobry. Na Gubrze funkcjonuje kilka elektrowni wodnych.
Guber w przeszłości musiał być rzeką spławną. Wzdłuż jej biegu rozmieszczonych było kilka grodów pruskich (m.in. Porębek), a później strażnic krzyżackich.